# Shaun Vandiver
Shaun Garin Vandiver (Chicago, 15 giugno 1968) è un allenatore di pallacanestro ed ex cestista statunitense, professionista in Spagna, Francia e Italia.

## Carriera
È stato selezionato dai Golden State Warriors al primo giro del Draft NBA 1991 (25ª scelta assoluta).

## Palmarès

### Giocatore
- Copa del Rey: 1

Estudiantes Madrid: 2000